# 陸汴
陸汴（1546年—1590年），字梁彥，號靈巖，直隸蘇州府長洲縣人，民籍，明朝政治人物。

## 生平
萬曆元年（1573年）癸酉科應天府鄉試第七十七名。萬曆八年（1580年）庚辰科進士第二甲第二十八名。工部觀政，次年授南京刑部山西司主事，十二年调任吏部考功司，十四年官至吏部員外郎、稽勋司郎中，本年给假。萬曆十八年去世，享年四十五，墓在鄧尉山。

## 家族
曾祖父陸士昌；祖父陸敏；父親陸鍷。母馬氏；前母張氏。